# Mabel Osgood Wright
Mabel Osgood Wright, 26 januari 1859, död 16 juli 1934, var en amerikansk naturvetare och författare. Tidigt var hon en ledande person inom Audubon Society, hon publicerade en mängd böcker och artiklar om natur och fåglar, och grundade The birdcraft Museum and Sanctuary.

## Biografi
Mabel Osgood föddes 26 januari 1859 i New York som dotter till Samuel och Ellen Haswell (Murdock) Osgood. Hon utbildades hemma och på privatskola. 25 september 1884 gifte hon sig med James Osborne Wright, en engelsman. Efter en längre vistelse i England flyttade de till Fairfield, Connecticut.
Wrights första publicerade verk, utöver ett antal dikter, var essän A New England May Day, som dök upp 1893 i New Yorks Evening Post. Detta, och flera andra texter samlades i hennes första bok, The Friendship of Nature, utgiven 1894 på Macmillan. Året därpå gav Wright ut Birdcraft: A Field Book of Two Hundred Song, Game, and Water Birds. Birdcraft innehåller färgreproduktioner hämtade från John James Audubon och andra konstnärer, för att illustrera de vanligaste fåglarna som man kan möta vid hemmet eller i parken, och är därmed en sorts prototyp för den moderna fältguiden skapad för en fågelintresserad allmänhet. En senare utgåva uppgavs även Louis Agassiz Fuertes som konstnär. Frank Chapman beskrev den som "en av de första och mest framgångsrika fågelguider." Två år senare kom Wrights Citizen Bird: Scenes from Bird-life in Plain English for Beginners, ut, vilket var ett samarbete med Elliott Coues.

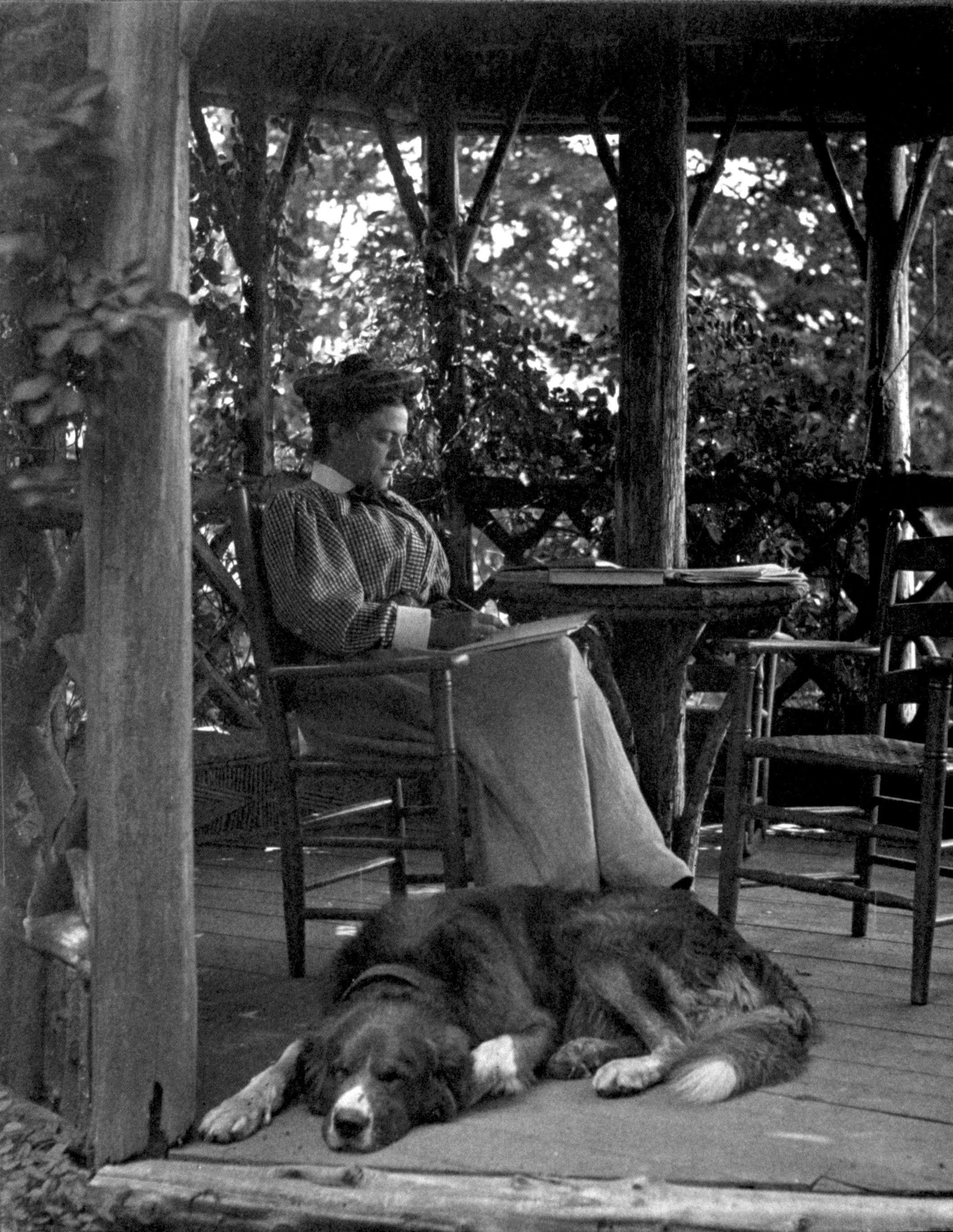
Mabel Osgood Wright fotograferad av sin man i deras trädgård i Fairfield.

Från det att Frank Chapman 1899 grundade Bird-Lore (det vill säga föregångaren till tidskriften Audubon) bidrog Osgood Wright tidskriften med texter, och var medredaktör till den del som producerades av Audubon, tillsammans med William Dutcher. Fram till sin död arbetade hon med tidningen, som redaktör och textförfattare. Hon var med och organiserade Audubon Societys lokalkontoret i Connecticut, och blev dess första ordförande 1898, och fungerade som detta under många år. Mellan 1905 och 1928, var Wright styrelsemedlem i National Association of Audubon Societies (numera National Audubon Society). 1895 blev hon associerad medlem i American Ornithologists' Union, och valdes in som fullvärdig medlem 1901 som en av de tre första kvinnorna, tillsammans med Florence Merriam Bailey och Olive Thorne Miller. Wright var en pionjär när det kom till fågelskydd då hon 1914 skapade Birdcraft Sanctuary, i närheten av sitt hem i Fairfield. Det är det äldsta fågelskyddsområdet för tättingar i USA.
I början av hennes författarskap, när hon skrev om barn, natur och friluftsliv mottog allmänheten hennes böcker mycket hjärtligt. Men när hon började publicera skönlitterära verk, skrev hon under pseudonymen "Barbara" tills dessa böcker vunnit erkännande. Även om Wright främst är ihågkommen för sina böcker om natur, är vissa aspekter av hennes skönlitteratur värd att nämnas. Vissa av dessa romaner hade en okonventionell form, där hon kombinerar fiktiva berättelser med brev, dagboksanteckningar och dokumentära självbiografiska partier, social kritik och trädgårdsarbete. Visserligen är berättelserna begränsade av att hennes verklighet till stor del bestod av överklassmiljöer på Manhattan och i New England där känslouttrycken skulle vara återhållsamma men hennes observationer av sociala förändringar och framväxten av feminismen är intressanta. Hon uppvisar en ambivalens gentemot kvinnans förändrade roll i samhället, å ena sidan med sympati samtidigt som hon gick till skarpa attacker mot kvinnor som gav uttryck för karriärism.
Den 16 juli 1934 drabbades hon av hjärtproblem och dog i Fairfield. Hon är begravd i samma stad på Oaklawn Cemetery.